# Властелин мира (роман Беляева)
«Властелин мира» — фантастический роман Александра Беляева, опубликован в 1926 году. Роман посвящён проблеме передачи мысли на расстоянии, которой автор всегда интересовался.

## История
Роман (в сокращённом виде) был впервые опубликован в газете «Гудок» в 1926 году (октябрь-ноябрь). Полный текст вышел отдельной книгой в 1928 году в приложении к ленинградскому журналу «Вокруг света». Следующее издание — Л.: Красная газета, 1929. — 240 с.
Газетный и книжный варианты существенно различались. В частности, в газетной публикации Штирнер и Качинский с помощью мыслеизлучающего аппарата предотвращают войну, что обеспечило условия для создания Всемирного СССР.

## Сюжет
Молодой немецкий учёный Людвиг Штирнер — аспирант профессора Гере — занимается рефлексологией, но из-за безденежья оставляет научную работу и становится секретарём банкира Карла Готлиба. Штирнер ухаживает за одной из сотрудниц, Эльзой Глюк, но она предпочитает ему юрисконсульта банка, Отто Зауера. В свободное время мужчина продолжает свои эксперименты и ему удаётся создать аппарат для передачи мыслей на расстоянии, по принципу радиоволн. Начав с проецирования настроений и эмоций сначала у собак, потом у людей, он постепенно переходит к передаче мысленных приказов. Убедившись в надёжности своего аппарата, Людвиг приступает к реализации многоступенчатого плана, который должен разом решить все его проблемы.
Готлиб внезапно погибает при странных обстоятельствах (собака прыгнула ему под ноги и он упал под поезд или трамвай); неожиданно для всех оказывается, что он завещал своё миллиардное состояние Эльзе Глюк. Родственники покойного проигрывают суд, состояние банкира переходит к Эльзе, а она передаёт все дела банка в полное распоряжение Штирнера. Свадьба её и Отто расстраивается, девушка выходит замуж за Людвига, который в то же время внушает Зауеру любовь к Эмме Фит, машинистке в банке Готлиба (подруге Эльзы). Племянник погибшего банкира, Рудольф Готлиб — молодой бездельник, лишённый наследства — ненавидит Штирнера и пытается плести против него интриги; но до тех пор, пока банк остаётся частным предприятием, ни полиция, ни прочие государственные структуры не желают вмешиваться в его внутренние проблемы.
Неожиданно по стране прокатывается необъяснимый финансовый кризис, который вызывает разорение множества предприятий и банков Германии. Банк Эльзы Глюк на выгодных условиях скупает их и стремительно усиливается. Два оставшихся крупных банка пытаются противостоять Штирнеру и заручиться поддержкой правительства, но в самый критический момент министр неожиданно отказывается поддержать их слияние. Банки разоряются, а хитрец-учёный, действуя от имени Эльзы Глюк, становится финансовым и экономическим диктатором страны.
Штирнер, однако, понимает, что его монополия не может не вызвать подозрений со стороны правительства, и заранее готовит превентивные меры. В Берлине начинаются странные происшествия: без какой-либо причины целые кварталы охватывают волны паники, ура-патриотизма или необыкновенной эйфории и взаимной любви — полицейские братаются с бродягами, ювелир раздает прохожим драгоценности, забойщики на бойне отпускают на волю животных… Энергичный сыщик Кранц обнаруживает, что источник этих явлений находится в доме Эльзы Глюк. В конце концов для захвата дома Эльзы Глюк направляются войска, но в решающий момент их охватывает невероятная паника и они бегут без боя.
Штирнер оказывается непобедимым: даже американцы, пытающиеся помочь правительству Германии с помощью радиоуправляемых аэропланов-бомбардировщиков, позорно проваливают эту операцию. Однако он осознает, что все победы дают ему лишь временную отсрочку; мало того, внушённые им мысли не действуют на большом расстоянии. Когда Людвиг с Эльзой отдыхают на Лазурном берегу, женщина неожиданно ощущает, как её страстная любовь к супругу тускнеет, снова пробуждается её чувство к Зауеру, который, оставшись в Берлине, с недоумением спрашивает себя, почему он женился на Эмме, к которой он совершенно равнодушен. Вернувшись домой, Штирнер быстро возрождает искусственно сконструированные им отношения: Эльза вновь безумно влюблена в него, Зауер — в Эмму. Но делец знает, что только излучение механического аппарата заставляет Эльзу тянуться к нему и что он, заполучив возлюбленную, так и не добился настоящей любви.
Между тем немцы обращаются к московскому учёному и изобретателю Качинскому, также занимающемуся проблемой воздействия на человеческий мозг. С его помощью находится средство для защиты от воздействия радиоволн Штирнера. Готлиб и Зауер, объединившись с москвичом, пытаются выманить Людвига из дома, чтобы захватить, но в результате последний сам оказывается пленником.
Неожиданно Штирнер объявляет Качинскому, что намерен сдаться и прекратить борьбу. Он позволяет учёному (единственному, кого признал равным себе по интеллекту) прочесть свои дневники, из которых становится ясно, как он сделал открытие и почему решил воспользоваться им не в духе общечеловеческих ценностей. Он объясняет изобретателю, что уже создал гораздо более мощные аппараты, которые могли бы действительно сделать его (Штирнера) властелином мира, но истощил физический запас своей нервной энергии: беспрерывное напряжение воли для отдачи мысленных приказов оказалось не под силу одному человеку.
Оставив Качинскому свои записи, Людвиг посылает последний мысленный приказ — самому себе: он «стирает» свою биографию, лишает себя памяти обо всех событиях своей жизни, превратившись в другого человека — Штерна. Перед этим он освобождает жену от внушённых мыслей, признаётся во всём и скрывается, оставив ей крупную сумму, достаточную для безбедной жизни. Однако та уже не возвращается к Зауеру, видя, как он увлечён переделом наследства Карла Готлиба и как хладнокровно бросает ненужную ему жену с маленьким мальчиком. Рудольф, поссорившись из-за денег с Отто, убивает его. Эльза забирает Эмму с ребёнком и уезжает в уединённое местечко на берегу океана в Африке.
Три года спустя к берегу причаливает яхта со звероловами, и Эмма узнаёт в одном из прибывших Штирнера, который считает себя Штерном и не помнит прошлого. Среди его спутников — Качинский, которого Эльза просит вернуть мужу память на пятнадцать минут, чтобы разрешить мучившую её все эти годы тайну: был ли Людвиг причастен к смерти Карла Готлиба. Слова Людвига в сочетании с новыми фактами, ставшими известными Эльзе, позволяют ей убедиться, что в гибели старого банкира он невиновен, хотя стоял за переменой его завещания, так как знал, что Готлиб неизлечимо болен и дни его сочтены. Время действия гипноза кончается, и Штерн снова забывает всё и возвращается на корабль, чтобы продолжить экспедицию.

## Персонажи
- Людвиг Штирнер — германский учёный-физиолог и бывший аспирант, секретарь банкира, впоследствии — один из крупнейших финансистов своего времени и муж Эльзы.
- Эльза Глюк — сотрудница банка Готлиба, невеста Отто Зауэра, потом жена Штирнера и де-юре владелица банка собственного имени.
- Отто Зауэр (Зауер) — юрисконсульт банкира Готлиба, женат на Эмме.
- Эмма Фит — машинистка и стенографистка в банке Готлиба, замужем за Зауэром, мать Отто-младшего.
- Карл Готлиб — крупнейший банкир Германии.
- Оскар Готлиб — младший брат Карла Готлиба.
- Рудольф Готлиб — сын Оскара Готлиба, шалопай и бездельник.
- Фрау Шмитгоф — экономка Готлиба.
- Ганс — лакей Готлиба.
- Людерс — адвокат.
- Кранц — проницательный и упорный берлинский сыщик.
- Качинский — московский инженер-изобретатель.
- Дугов — заведующий зоологическими садами в Москве, начальник Людвига «Штерна».

### Научная основа романа и прототипы персонажей
- Положенная в основу романа фантастическая идея восходит к исследованиям Ганса Бергера, изучавшего электрическую активность головного мозга.
- Многие персонажи романа имеют реальных прототипов[3]. Отдалённым прообразом Штирнера может считаться действовавший в 1920-х годах некто Ширер, якобы открывший «лучи смерти». Штирнер несёт в себе и отдельные черты А. Л. Чижевского. Образ Дугова ассоциируется с дрессировщиком Владимиром Леонидовичем Дуровым. Прототипом же Качинского послужили Бернард Бернардович Кажинский (автор книг «Передача мыслей. Факторы, создающие возможность возникновения в нервной системе электромагнитных колебаний, излучающихся наружу» (1923) и «Биологическая радиосвязь» (1926)) и А. Л. Чижевский.